# Cathy Dennis
Catherine „Cathy“ Roseanne Dennis (* 25. März 1969 in Norwich, Norfolk) ist eine britische Sängerin, Songwriterin und Produzentin.

## Karriere
Cathy Dennis begann ihre Karriere als 14-Jährige in der Band ihres Vaters Alan Dennis. Schon in diesem Alter traf sie auf Danny D., der ihr den Ratschlag gab, nach London umzusiedeln. 1988 wurde sie von Simon Fuller entdeckt und schloss ihren ersten Plattenvertrag mit dem deutschen Label Polydor ab. 1989 traf sie wieder auf Danny D. und sang auf dessen Projekt D Mob sowie der Single C’mon And Get My Love mit, das in die britischen Top 20 vorstoßen konnte. Ende 1989 erschien ihre Debüt-Single Just Another Dream, die jedoch zunächst floppte.
Im Sommer 1990 wurde Just Another Dream von Shep Pettibone neu gemixt und erreichte die Top 10 der US-Billboard-Charts. Erst im Juli 1991 stieg der Song auch in die britischen Hitparaden ein. Auch ihr zweiter Singleerfolg Touch Me (All Night Long) war zuerst ein Hit in den Vereinigten Staaten. Die dritte Single Too Many Walls schaffte ebenfalls den Sprung in die Top 10 der US-Billboard-Charts. Sie war zu diesem Zeitpunkt in den Vereinigten Staaten erfolgreicher als in ihrer Heimat. 1993 folgte dann auch ein Gastauftritt in der erfolgreichen US-Serie Beverly Hills, 90210.
Dennis sang von Beginn ihrer Karriere nicht nur vorgefertigtes Material, sondern beteiligte sich sowohl als Autorin wie auch als Produzentin. 1992 begann sie auch für andere Künstler zu schreiben, beispielsweise Love’s On Every Corner für Dannii Minogue. Obwohl sie bis Ende der 1990er-Jahre in regelmäßigen Abständen Alben und Singles veröffentlichte, konnte sie an ihre früheren Erfolge nicht anknüpfen. Lediglich mit Waterloo Sunset konnte sie Anfang 1997 noch einmal Platz 11 der britischen Charts einnehmen.
In den letzten Jahren arbeitete Dennis ausschließlich als Songwriterin und Produzentin. 1996 schrieb sie für die Spice Girls den Titel Bumper to Bumper, die B-Seite zur Hitsingle Wannabe.
Ihre weltweit erfolgreichste Komposition war der Titel Can’t Get You Out of My Head, der sich im Herbst 2001 zu einem großen Erfolg für Kylie Minogue entwickelte. Ein weiterer Titel für Minogue war Come Into My World (2002), der 2004 in der Kategorie Best Dance Recording mit einem Grammy ausgezeichnet wurde.
Weitere erfolgreiche Kompositionen von Dennis waren Anything Is Possible (2002) für Will Young, Toxic für Britney Spears (2005 ebenfalls mit einem Grammy bedacht) und About you now (2007) für die Sugababes. Andere Künstler, die ihre Songs einsangen, waren Emma Bunton, Kelly Clarkson, Céline Dion, Gareth Gates, Delta Goodrem, Ronan Keating, Janet Jackson, Pink und Rachel Stevens.
I Kissed a Girl (2008) von Katy Perry – an dem Dennis mitkomponierte – war der siebte von ihr geschriebene Song, der die US-Single-Top-Ten erreichte, und gleichzeitig der erste, der ein Nummer-eins-Hit wurde. Damit war der Song gleichzeitig die 1000. Nummer eins der Billboard Hot 100.

## Diskografie

### Studioalben
| Jahr | Titel                | Höchstplatzierung, Gesamtwochen, AuszeichnungChartplatzierungen (Jahr, Titel, Platzierungen, Wochen, Auszeichnungen, Anmerkungen) | Höchstplatzierung, Gesamtwochen, AuszeichnungChartplatzierungen (Jahr, Titel, Platzierungen, Wochen, Auszeichnungen, Anmerkungen) | Höchstplatzierung, Gesamtwochen, AuszeichnungChartplatzierungen (Jahr, Titel, Platzierungen, Wochen, Auszeichnungen, Anmerkungen) | Höchstplatzierung, Gesamtwochen, AuszeichnungChartplatzierungen (Jahr, Titel, Platzierungen, Wochen, Auszeichnungen, Anmerkungen) | Höchstplatzierung, Gesamtwochen, AuszeichnungChartplatzierungen (Jahr, Titel, Platzierungen, Wochen, Auszeichnungen, Anmerkungen) | Anmerkungen                       |
| Jahr | Titel                | DE | AT | CH | UK | US | Anmerkungen                       |
| ---- | -------------------- | --- | --- | --- | --- | --- | --------------------------------- |
| 1990 | Move to This         | — | — | — | UK3 Gold · (31 Wo.)UK | US68 (40 Wo.)US | Erstveröffentlichung: August 1990 |
| 1992 | Into the Skyline     | — | — | — | UK8 (4 Wo.)UK | — | Erstveröffentlichung: Mai 1992    |
| 1997 | Am I the Kinda Girl? | — | — | — | UK78 (1 Wo.)UK | — | Erstveröffentlichung: März 1997   |

Kompilationen
- 1991: Everybody Move (To the Mixes)
- 2000: The Irresistible

### Singles
| Jahr | Titel Album                                                                           | Höchstplatzierung, Gesamtwochen, AuszeichnungChartplatzierungen (Jahr, Titel, Album, Platzierungen, Wochen, Auszeichnungen, Anmerkungen) | Höchstplatzierung, Gesamtwochen, AuszeichnungChartplatzierungen (Jahr, Titel, Album, Platzierungen, Wochen, Auszeichnungen, Anmerkungen) | Höchstplatzierung, Gesamtwochen, AuszeichnungChartplatzierungen (Jahr, Titel, Album, Platzierungen, Wochen, Auszeichnungen, Anmerkungen) | Höchstplatzierung, Gesamtwochen, AuszeichnungChartplatzierungen (Jahr, Titel, Album, Platzierungen, Wochen, Auszeichnungen, Anmerkungen) | Höchstplatzierung, Gesamtwochen, AuszeichnungChartplatzierungen (Jahr, Titel, Album, Platzierungen, Wochen, Auszeichnungen, Anmerkungen) | Anmerkungen                                  |
| Jahr | Titel Album                                                                           | DE | AT | CH | UK | US | Anmerkungen                                  |
| ---- | ------------------------------------------------------------------------------------- | --- | --- | --- | --- | --- | -------------------------------------------- |
| 1989 | C’mon and Get My Love Move to This / A Little Bit of This, a Little Bit of That       | — | — | — | UK15 (11 Wo.)UK | US10 (21 Wo.)US | Erstveröffentlichung: Oktober 1989 mit D Mob |
| 1990 | That’s the Way of the World Move to This / A Little Bit of This, a Little Bit of That | — | — | — | UK48 (3 Wo.)UK | US59 (9 Wo.)US | Erstveröffentlichung: März 1990 mit D Mob    |
| 1990 | Just Another Dream Move to This                                                       | DE47 (10 Wo.)DE | — | — | UK13 (10 Wo.)UK | US9 (22 Wo.)US | Erstveröffentlichung: Oktober 1990           |
| 1991 | Touch Me (All Night Long) Move to This                                                | DE39 (13 Wo.)DE | AT30 (1 Wo.)AT | CH16 (5 Wo.)CH | UK5 (10 Wo.)UK | US2 (20 Wo.)US | Erstveröffentlichung: Januar 1991            |
| 1991 | Too Many Walls Move to This                                                           | DE58 (10 Wo.)DE | — | — | UK17 (7 Wo.)UK | US8 (20 Wo.)US | Erstveröffentlichung: Juni 1991              |
| 1991 | Everybody Move Move to This                                                           | — | — | — | UK25 (8 Wo.)UK | US90 (3 Wo.)US | Erstveröffentlichung: November 1991          |
| 1992 | You Lied to Me Into the Skyline                                                       | — | — | — | UK34 (4 Wo.)UK | US32 (13 Wo.)US | Erstveröffentlichung: August 1992            |
| 1992 | Irresistible Into the Skyline                                                         | — | — | — | UK24 (6 Wo.)UK | US61 (12 Wo.)US | Erstveröffentlichung: November 1992          |
| 1993 | Falling Into the Skyline                                                              | — | — | — | UK32 (2 Wo.)UK | — | Erstveröffentlichung: Januar 1993            |
| 1994 | Why Into the Skyline                                                                  | — | — | — | UK23 (3 Wo.)UK | — | Erstveröffentlichung: Januar 1994 mit D Mob  |
| 1996 | West End Pad Am I the Kinda Girl?                                                     | — | — | — | UK25 (2 Wo.)UK | — | Erstveröffentlichung: August 1996            |
| 1997 | Waterloo Sunset Am I the Kinda Girl?                                                  | — | — | — | UK11 (5 Wo.)UK | — | Erstveröffentlichung: Februar 1997           |
| 1997 | When Dreams Turn to Dust Am I the Kinda Girl?                                         | — | — | — | UK43 (2 Wo.)UK | — | Erstveröffentlichung: Juni 1997              |

Weitere Singles
- 1993: Moments of Love
- 1994: It’s My Style
- 1995: Love’s a Cradle